# In Line
In Line – debiutancki album amerykańskiego gitarzysty jazzowego Billa Frisella. Wydawnictwo ukazało się 1983 roku nakładem ECM Records. Nagrania natomiast zarejestrowano w sierpniu 1982 roku z udziałem basisty Arilda Andersona.

## Lista utworów
Źródło:
1. Start
2. Throughout
3. Two Arms
4. Shorts
5. Smile on You
6. Beach
7. In Line
8. Three
9. Godson Song